# Evropská demokratická strana (Česko)
Evropská demokratická strana (EDS) byla česká politická strana, založená v listopadu 2008. Její zakladatelkou a předsedkyní byla bývalá poslankyně Evropského parlamentu Jana Hybášková. Místopředsedy byli RNDr. Václav Šrámek a Mgr. Jaroslav Čapek. Strana ukončila činnost ke dni 11. 12. 2010.

## Program
EDS byla proevropská politická strana, zaměřená na evropskou politiku, její ovlivňování v Evropské unii a na její podporu a posilování v České republice. EDS si kladla za cíl změnit české prostředí vlivem evropské politiky.
Zaměřovala se na boj s ekonomickou krizí, zprůchodnění evropských fondů, energetickou bezpečnost, vědu a výzkum.
Rozhodnutím svého republikového sněmu ukončila svoji činnost ke dni 11. 12. 2010.

## Volební výsledky
První volby, kterých se EDS zúčastnila, byly volby do Evropského parlamentu 2009. Lídrem kandidátky byla Jana Hybášková, dále kandidovali armádní generál Jiří Šedivý, Věra Jourová, Ivan Wilhelm a Jana Ryšlinková. Strana získala 68 152 hlasů – 2,88 %. Nejvíce preferenčních hlasů dostala Jana Hybášková (15 653), na druhém místě skončil Ivan Wilhelm s 9 852 hlasy. EDS zaznamenala nejlepší výsledek v Praze (6,93 %), dále v Plzni (4,17 %) a v Liberci (3,86 %).
V červenci 2009 uzavřela EDS strategické spojenectví s KDU-ČSL. Společně se zaměřují na volby do PSP ČR, Jana Hybášková byla v rámci spolupráce umístěna na první místo kandidátky KDU-ČSL pro Královéhradecký kraj, předchozí návrh na přenechání vedení středočeské kandidátky odmítli tamní kandidující. Po zrušení předčasných voleb na podzim roku 2009 KDU-ČSL i EDS ve spolupráci pokračovaly. Kandidátky pro volby v květnu 2010 byly pozměněny, Jana Hybášková se vyměnila s Cyrilem Svobodou, a stala se tak vedoucí kandidátky pro Prahu.
EDS na svých internetových stránkách uváděla, že ji podporují Dana Drábová, Jiří Menzel, Fedor Gál či Tomáš Císařovský.